# Kreodanthus
Kreodanthus ist eine Gattung aus der Familie der Orchideen (Orchidaceae). Sie besteht aus 13 Arten krautiger Pflanzen, die im tropischen Amerika beheimatet sind.

## Beschreibung
Die Arten der Gattung Kreodanthus bilden ein kriechendes Rhizom, das an den Nodien bewurzelt ist. An den aufsteigenden Sprossen stehen die Laubblätter in Abständen verteilt, die Internodien sind nicht gestaucht. Die Blätter sind breit bis schmal oval geformt, am Rand manchmal etwas gewellt. Sie sind deutlich gestielt, der Blattgrund umfasst den Spross.
Der endständige, traubige Blütenstand ist vielblütig. Die Blütenstandsachse ist behaart und wird von einigen Hochblättern umfasst. Die Tragblätter sind etwa so lang wie Fruchtknoten und der kurze Blütenstiel zusammen. Die Blüten sind resupiniert, die Blütenblätter sind frei. Die drei Sepalen sind etwa gleich geformt und gleich groß, auf der Außenseite behaart. Die seitlichen Petalen liegen dicht am oberen Petal an und formen eine Röhre oder Haube. Die Lippe ist ungeteilt, sie bildet an der Basis einen langen Sporn. Die Säule ist länglich und gebogen, an der Basis verschmälert. Das Staubblatt ist klein und rundlich, es enthält zwei keulenförmige Pollinien, die über jeweils ein kurzes Stielchen mit der kleinen Klebscheibe (Viscidium) verbunden sind. Das kleine Trenngewebe zwischen Narbe und Staubblatt (Rostellum) ist an der Spitze eingekerbt.

## Vorkommen
Kreodanthus ist im tropischen Amerika verbreitet. Vom Süden Mexikos über Mittelamerika und die Karibik zieht sich das Verbreitungsgebiet entlang der Anden bis nach Peru und Bolivien. Die Arten wachsen in der Humusschicht von feuchten Bergwäldern, sie kommen bis in Höhenlagen von 3200 Meter vor.

## Systematik und botanische Geschichte
Kreodanthus wird innerhalb der Tribus Cranichideae in die Subtribus Goodyerinae eingeordnet. Nach Dressler lässt sich diese weiter in zwei Gruppen unterteilen; Kreodanthus steht zusammen mit der Mehrzahl der Gattungen, die nicht zwei deutlich getrennte Narbenflächen aufweisen. Verwandte Gattungen sind die ebenfalls in Südamerika verbreiteten Aspidogyne und Microchilus.
Die Gattung Kreodanthus wurde 1977 von Leslie Garay in Bradea; Boletim do Herbarium Bradeanum Band 2, Teil 28, Seite 198 aufgestellt. Als Typusart wählte er die bis dahin als Erythrodes simplex bezeichnete Kreodanthus simplex. Der Name Kreodanthus setzt sich aus den altgriechischen Worten κρέας kréas „Fleisch“ und ἄνθος ánthos für „Blume“ oder „Blüte“ zusammen.

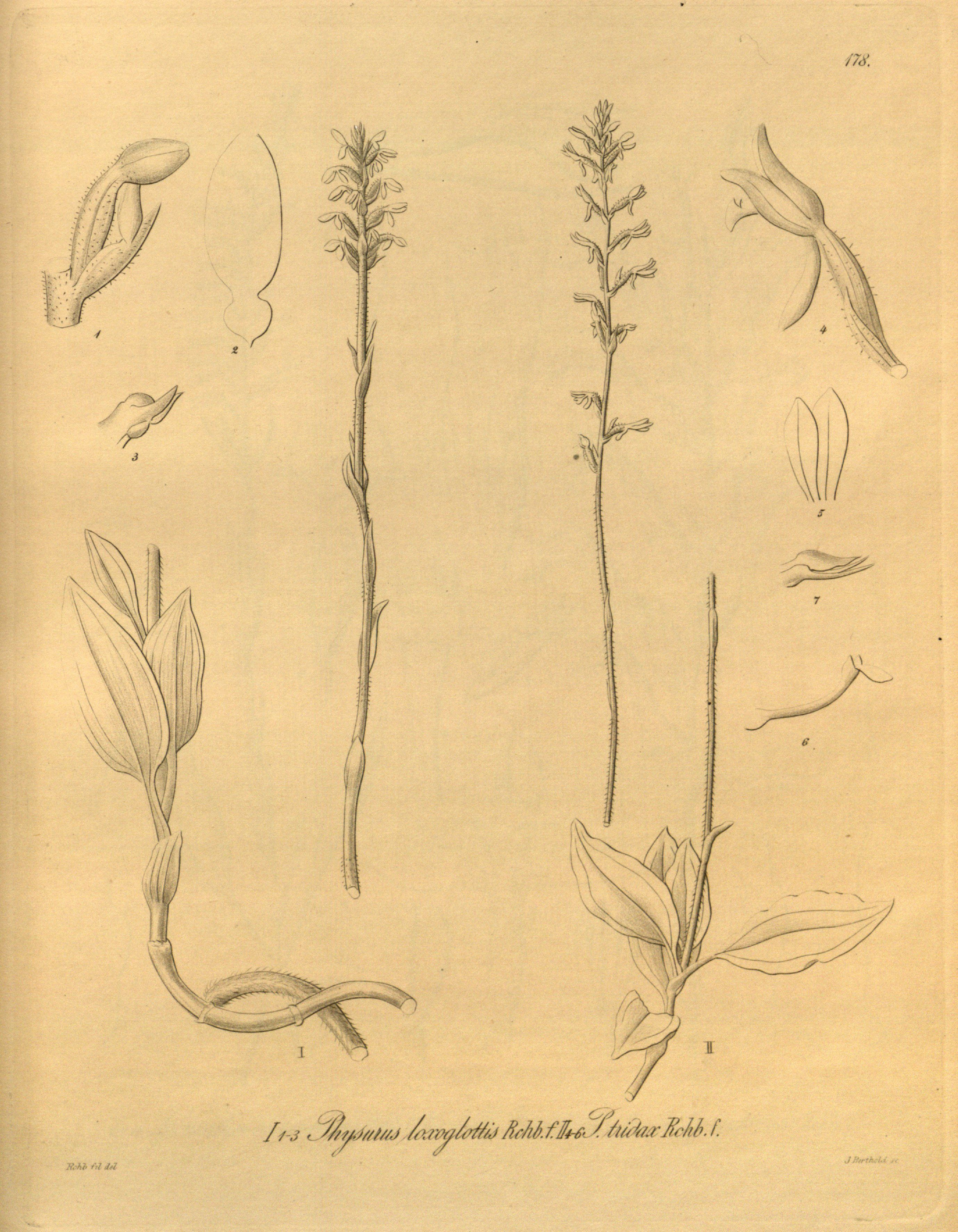
Illustration von Kreodanthus loxoglottis

Folgende Arten werden zu Kreodanthus gezählt:
- Kreodanthus bugabae Ormerod: Panama.[2]
- Kreodanthus cajamarcae Ormerod: Peru.[2]
- Kreodanthus casillasii R.González: Mexiko, El Salvador.[2]
- Kreodanthus crispifolius Garay: Ecuador bis Peru.[2]
- Kreodanthus curvatus Ormerod: Costa Rica.[2]
- Kreodanthus ecuadorensis Garay: Ecuador.[2]
- Kreodanthus elatus (L.O.Williams) Garay: Kolumbien bis nordwestliches Venezuela.[2]
- Kreodanthus loxoglottis (Rchb.f.) Garay: Guatemala.[2]
- Kreodanthus myrmex Ormerod: Kolumbien.[2]
- Kreodanthus ovatilabius (Ames & Correll) Garay: Mexiko bis Honduras.[2]
- Kreodanthus secundus (Ames) Garay: Mexiko, El Salvador, Panama.[2]
- Kreodanthus simplex (C.Schweinf.) Garay: Peru.[2]
- Kreodanthus sytsmae Ormerod: Panama.[2]

Nicht mehr zu dieser Gattung wird gerechnet:.
- Kreodanthus corniculatus (Rchb.f.) Garay  => Goodyera corniculata (Rchb.f.) Ackerman
- Kreodanthus rotundifolius Ormerod => Aspidogyne rotundifolia (Ormerod) Ormerod